# Klassenbewusstsein
Klassenbewusstsein ist die spezifische Vorstellung einer sozialen Klasse über ihre grundlegenden Interessen und ihre Rolle in der Gesellschaft sowie ihre materiellen Existenzbedingungen. Anknüpfend an eine Formulierung von Karl Marx wurde in der Rezeption seines Werkes oftmals zwischen der „Klasse an sich“ und der „Klasse für sich“ unterschieden und dieses Konzept mit Hegels Denken in Verbindung gebracht. Eine durch ihre Stellung in den gegebenen Produktionsverhältnissen „an sich“ gegebene Klasse könne nur zur politisch „für sich“ handelnden Klasse werden, wenn sie gemeinsam lernt, kämpft und Erfahrungen sammelt. Friedrich Engels definierte den Begriff „klassenbewußt“ als ein Bewusstsein des Einzelnen von seiner eigenen Klassenlage.
Die Rezeption des Konzeptes fiel differenziert aus. Schon zu Beginn des 20. Jahrhunderts war zwischen dem sozialdemokratischen Revisionismus / Reformismus Bernsteins, Lenins Avantgardismus, Rosa Luxemburgs Theorie der Spontaneität, sowie Antonio Gramscis oder Georg Lukács’ „Philosophie der Praxis“ umstritten, unter welchen Bedingungen die Möglichkeit besteht, durch Klassenpolitik Klassenbewusstsein bzw. kollektives Identitätsbewusstsein und somit klassenbewusstes Handeln auszubilden.
Während bei orthodoxen Interpretationen und nichtmarxistischen Rezeptionen oftmals die Klassen, ihre politischen Kämpfe, das Bewusstsein der einzelnen Individuen usw. als aus einer rein ökonomischen Bewegung abgeleitet aufgefasst werden, betonen Marxisten wie Gramsci, Althusser, Poulantzas usw. das gesellschaftliche Entstehen der Klassen in ökonomischen, politischen, ideologischen Herrschaftsverhältnissen oder Praxen, woraus sich ein komplexes Entstehen von Bewusstseinsformen der eigenen Klassenlage in umkämpften ökonomischen, politischen und ideologischen Herrschaftsverhältnissen ergibt.